# Paulius Antanas Baltakis
Paulius Antanas Baltakis (Troškūnai, 1º gennaio 1925 – Kaunas, 17 maggio 2019) è stato un vescovo cattolico lituano.

## Biografia
Paulius Antanas Baltakis nacque a Troškūnai il 1º gennaio 1925 ed era il secondo di undici figli di una famiglia di agricoltori. Fu battezzato con il nome di Antanas.

### Formazione e ministero sacerdotale
Studiò nei ginnasi di Kretinga e Anykščiai. Nel 1944 fu arrestato dai nazisti e mandato ai lavori forzati in Finlandia e Norvegia.
Nel 1945, dopo la liberazione dal campo di lavoro forzato alla fine della seconda guerra mondiale, iniziò a studiare all'Università Cattolica di Lovanio e un anno dopo entrò nell'Ordine dei frati minori. Al momento della tonsura ricevette il nome di Paulius. Il 15 settembre 1950 emise la professione solenne.
Il 24 agosto 1952, dopo aver completato gli studi teologici, fu ordinato presbitero. Poco dopo si trasferì nell'America settentrionale per occuparsi della pastorale degli immigrati lituani. Fu vicario parrocchiale della parrocchia lituana della Resurrezione dal 1953 al 1963, consigliere provinciale dal 1964 al 1967 e dal 1970 al 1979, superiore del convento di San Casimiro a New York dal 1969 al 1979 e padre provinciale della provincia francescana di San Casimiro della Lituania dal 1979 al 1984. Organizzò la costruzione di una tipografia, del centro culturale lituano "Kultūros židinys" e insegnò in una scuola lituana.

### Ministero episcopale
Il 1º giugno 1984 papa Giovanni Paolo II lo nominò incaricato dell'assistenza spirituale dei cattolici lituani residenti all'estero e vescovo titolare di Egara. Ricevette l'ordinazione episcopale il 14 settembre successivo nella cattedrale dell'Immacolata Concezione a Portland dall'arcivescovo Pio Laghi, pro-nunzio apostolico negli Stati Uniti d'America, co-consacranti il vescovo di Portland Edward Cornelius O'Leary e il vescovo ausiliare di Kaunas Vincentas Brizgys.
La Conferenza dei vescovi cattolici degli Stati Uniti lo ricevette come membro a pieno titolo e in seno alla stessa fu membro della commissione ad hoc per la pastorale degli immigrati lituani. Secondo il prelato Edmund Putrim, fu un grande risultato che l'America abbia riconosciuto la Lituania occupata dai sovietici e la Chiesa cattolica sotterranea e le sue aspirazioni. Come vescovo guidò la pastorale dei cattolici lituani viventi in terra straniera e visitò le comunità cattoliche e le parrocchie lituane di tutto il mondo. Si assunse la cura di 140 parrocchie e missioni e di quasi un milione di cattolici lituani viventi all'estero. Mantenne stretti legami con i vescovi e i fedeli lituani, divenne noto come il più attivo difensore dei diritti e delle libertà del suo popolo e cercò il sostegno della comunità cattolica mondiale. Nel 1988 istituì il consiglio lituano per gli affari pastorali e il bollettino "Informazioni per il vescovo".
Il 18 agosto 2003 papa Giovanni Paolo II accettò la sua rinuncia all'incarico per raggiunti limiti di età.
Continuò a vivere a New York e a guidare un'organizzazione di beneficenza cattolica lituana. Nel 2009 si ritirò nel convento di Kenebunkport. Nell'aprile del 2018, dopo un peggioramento delle condizioni di salute, fece ritorno in Lituania.
Morì a Kaunas il 17 maggio 2019 all'età di 94 anni. Le esequie si tennero il 22 maggio nella chiesa francescana di San Giorgio a Kaunas. Al termine del rito fu sepolto nel cimitero della città vecchia.

## Genealogia episcopale
La genealogia episcopale è:
- Cardinale Scipione Rebiba
- Cardinale Giulio Antonio Santori
- Cardinale Girolamo Bernerio, O.P.
- Arcivescovo Galeazzo Sanvitale
- Cardinale Ludovico Ludovisi
- Cardinale Luigi Caetani
- Cardinale Ulderico Carpegna
- Cardinale Paluzzo Paluzzi Altieri degli Albertoni
- Papa Benedetto XIII
- Papa Benedetto XIV
- Papa Clemente XIII
- Cardinale Marcantonio Colonna
- Cardinale Giacinto Sigismondo Gerdil, B.
- Cardinale Giulio Maria della Somaglia
- Cardinale Carlo Odescalchi, S.I.
- Cardinale Costantino Patrizi Naro
- Cardinale Lucido Maria Parocchi
- Papa Pio X
- Cardinale Gaetano De Lai
- Cardinale Raffaele Carlo Rossi, O.C.D.
- Cardinale Amleto Giovanni Cicognani
- Arcivescovo Pio Laghi
- Vescovo Paulius Antanas Baltakis, O.F.M.